# 彼得·盧德維格·梅德爾·西羅

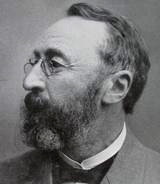
彼得·盧德維格·梅德爾·西羅

彼得·盧德維格·梅德爾·西羅(Peter Ludwig Mejdell Sylow，國際音標：/peːtær lʉdviː meːdəl syːlɯːʋ/，1832年12月12日—1918年9月7日）是挪威數學家，證明了群論中重要的基礎定理，就是西羅定理。西羅出生和逝世都在克里斯蒂安尼亞（今奧斯陸）。
西羅就讀於克里斯蒂安尼亞大學，在1852年取得數學學位。從1858年到1898年在腓特烈斯哈爾（今哈爾登）擔任學校教師。1862年他在克里斯蒂安尼亞大學當代課講師，教授伽羅瓦理論。當時他提出的問題，引導他發現西羅子群和其定理。1872年他發表了三條定理，現在稱為西羅定理。當時沒有給出證明，十年後他提供了證明。
1873年至1881年，他和索菲斯·李一同編輯尼尔斯·阿贝尔的全部論文。按照李所說，西羅在其中作出了決定性的工作。
西羅在1894年成為數學期刊《Acta Mathematica》的編輯，又接受了哥本哈根大學授予榮譽博士。李在克里斯蒂安尼亞大學為西羅設立了一個特別講席，西羅從1898年起在大學任教。

## 外部連結
- 約翰·J·奧康納; 埃德蒙·F·羅伯遜, ,  （英语）